# Thelypteris marquesensis
Thelypteris marquesensis ist eine Pflanzenart aus der Gattung Thelypteris innerhalb der Familie der Sumpffarngewächse (Pteridaceae). Sie ist nur von der Insel Hiva Oa, die zu den Marquesas-Inseln im südlichen Pazifik gehört, bekannt. Die Art wird heute auch als Coryphopteris marquesensis (Lorence & K.R.Wood) Lorence & A.R.Sm. in die Gattung Coryphopteris gestellt.

## Beschreibung

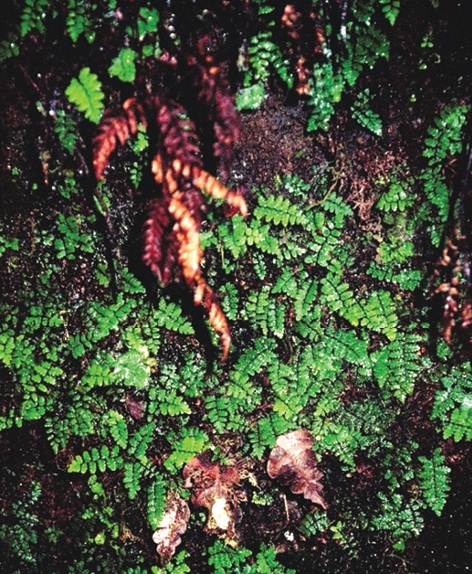
Thelypteris marquesensis am natürlichen Standort

Thelypteris marquesensis  ist eine ausdauernde krautige Pflanze. Sie wächst als kleiner lithophytischer Farn, der auf feuchten Felsen, selten auch auf bemoosten Baumstümpfen Bestände bildet. Er bildet ein schlankes, unverzweigtes, liegendes bis halb aufrechtes Rhizom, welches 1,5 bis 7 Zentimeter lang und 0,4 bis 1,2 Zentimeter dick wird. Das Rhizom ist an der Wedelbasis dicht und ansonsten spärlich mit rotbraunen, nadelförmigen Haaren bedeckt.
An den Enden der Rhizome stehen die Wedel in Gruppen von sieben bis neun zusammen. Die Wedelstiele werden 1 bis 8,5 Zentimeter lang und sind im unteren Teil mittelbraun, im oberen Teil mittel- bis rotbraun gefärbt. Sie sind spärlich mit rotbraunen bis hellbraunen, nadelförmigen Haaren bedeckt, welche 0,3 bis 0,7 Millimeter lang werden. Zudem findet man auch einige wenige Schuppen an den Wedelstielen, wobei die rotbraunen bis bräunlich schwarzen Schuppen an der Basis bei einer Länge von 1 bis 2 Millimetern und einer Breite von 0,5 bis 0,7 Millimetern ei- bis sichelförmig geformt sind. Die einfach gefiederten bis fiederspaltigen Wedel sind bei einer Länge von 2,5 bis 8,5 Zentimetern sowie einer Breite von 1,2 bis 2,8 Zentimetern länglich bis elliptisch geformt und enthalten fünf bis zwölf Paaren an Fiederblättchen. Die Wedel enden in einer fiederspaltigen Spitze. Die untersten Fiederblättchen sind leicht reduziert und zurückgebogen. Die größten der Fiederblätter werden 0,6 bis 1,4 Zentimeter lang und zwischen 0,3 und 0,5 Zentimeter breit. Die Spitze der Fiederblätter ist stumpf und sie sind auf ein Drittel bis zur Hälfte ihrer gesamten Breite gelappt, wobei die Lappen gekerbte Ränder haben. Die Ränder der Fiederblättchen weisen 0,3 bis 0,6 Millimeter lange, nadelförmige Haare auf. Der Blattmittelnerv auf der Blattunterseite ist fein mit braunen nadelförmigen Haaren besetzt während die Oberseite kahl oder spärlich behaart ist. Blattdrüsen fehlen vollständig.
Die Sori stehen mittig im Blatt und weisen ein nierenförmiges bis annähernd kreisförmiges Indusium auf. An den Rändern weisen sie Drüsen auf, sind aber ansonsten kahl.

## Vorkommen
Thelypteris marquesensis ist ein Endemit der Insel Hiva Oa, die zu den Marquesas-Inseln im südlichen Pazifik gehört. Thelypteris marquesensis ist bisher nur von einer Population am Mont Temetiu bekannt. Die Art wächst dort in niedrigen, häufig von Wind umtosten montanen Feuchtwäldern und Buschland in Höhenlagen von 1000 bis 1200 Metern. Zu den mit Thelypteris marquesensis vergesellschafteten Arten gehören Alsophila tahitensis, Cheirodendron bastardianum, Crossostylis biflora, Leptochloa marquisensis, Metrosideros collina, Weinmannia marquesana und Vertreter der Gattungen Cyrtandra, Freycinetia, Melicope, Psychotria sowie andere Gefäßsporenpflanzen im Unterwuchs.

## Systematik
Die Erstbeschreibung von Thelypteris marquesensis erfolgte 2011 durch David H. Lorence und Kenneth Richard Wood in PhytoKeys vol. 4, S. 44. Das Artepitheton marquesensis verweist auf das Verbreitungsgebiet auf den Marquesas-Inseln.